# 河野徳良
河野 徳良（こうの とくよし、1964年 - ）は、日本体育大学に所属する大学教員（教授）であり、約30年間にわたり野球日本代表のヘッドトレーナーとして活躍。日本体育大学、日本鍼灸理療専門学校卒業。インディアナ州立大学大学院修了。

## 概要
- 出身地：兵庫県神戸市
- 経歴：日体大 - 日本鍼灸理療専門学校 - インディアナ州立大学大学院　－　昭和大学医学部整形外科教室研究生
- 肩書：日本体育大学保健医療学部整復医療学科准教授、日本野球協議会オペレーション委員会委員、全日本野球協会選手強化本部医科学部会副部会長、　日本バドミントン協会選手強化本部トレーナー部会部会長　日本バドミントン協会アンチドーピング委員会委員　日本カントリー＆ラインダンス・スポーツ協会理事
- 研究室：アスレティックトレーニング研究室
- 所属学会：日本体力医学会　日本体育学会　NATA学会　日本アスレティックトレーニング学会　日本運動・スポーツ科学学会
- 学部：保健医療学部
- 学科：整復医療学科
- 科目：AT論（基礎Ⅰ）A・B　　AT論（基礎Ⅱ）A　　AT論（応用Ⅰ）A・B　　AT論（応用Ⅱ）A・B　　AT論（総合Ⅱ）
- 顧問：硬式野球部顧問　トレーナー研究会（Athletic Training Circle）顧問
- 英語表記：KONO
- 祖先：中世の伊予国の河野水軍　居城は湯築城（現在は道後公園湯築城跡：日本100名城のひとつ）

## 来歴・人物
日本体育大学准教授として大学、大学院にてアスレティックトレーナー養成教育に携わる一方、1988年世界選手権以降、野球日本代表チームのヘッドトレーナーとして30年以上携わり、シドニーオリンピック、釜山アジア大会、アテネオリンピック、北京オリンピック、東京オリンピック、第1回、第2回、第3回、第４回、第5回WBC（ワールド・ベースボール・クラシック）、2015プレミア１２，2019プレミア12に帯同した。第１回、第2回、第5回WBC、2019プレミア12、東京オリンピックと野球における主要３大会すべてで世界一となった野球日本代表チームのトレーナーであり、代表トレーナーとしてのスペシャリストである。また、バドミントン協会のトレーナー部会長も兼任し、｢コンディショニング｣、｢スポーツ外傷・障害の予防｣などアスレティックトレーナーに関する講演・講義を学会をはじめさまざまなところで行っている。プロ野球選手が学生野球に指導者として復帰する際に受講しなければならない学生野球指導者資格回復講習会において第1回から講師として活動している。2006年、2009年にはWBC野球日本代表チームメンバーとして紫綬褒章をうける。またトレーナーに関する複数の免許・資格を取得している。日本プロ野球トレーナー協会、日本臨床スポーツ医学会、体力医学会、日本アスレティックトレーニング学会など数々の学会、研究会にて発表やシンポジストとなっている。月刊トレーニングジャーナル（2007/01/15発売号）の記事「世界と闘うコーチング」や、臨床スポーツ医学 （2007/6/1発行）「アスレティックトレーナーの立場から」、全国子ども会連合会から出版をしている。
2023年のWBCでも、ヘッドトレーナーとしてチームに帯同しサポートを行った。その後、Number Web記事にて広島カープの栗林選手の離脱原因として施術が原因であるかのように記載されていた。しかし、離脱後、検査にて腰椎椎間板症が認められたため、慢性疾患であると判明した。なお、スポーツナビ（Yahooニュース）にも掲載されている。
2022年から、台湾新規参入プロ野球チームのTSG Hawksの球団国際特別顧問となっている。
2024年12月に京都府警察学校において一日警察学校長を務めた。

## 免許・資格
- 保健体育教諭免許（中学・高校）
- 養護教諭免許
- 鍼師
- 灸師
- あん摩マッサージ指圧師
- 全米アスレティックトレーナーズ協会公認アスレティックトレーナー
- 日本スポーツ協会公認アスレティックトレーナー
- IBAF（国際野球連盟）認定テクニカルコミッショナー
- 日本アンチ・ドーピング機構認定シニア・ドーピング・コントロール・オフィサー
- JPSU（全国体育スポーツ系大学協議会）認定スポーツトレーナー

## 著書
上肢のスポーツ障害リハビリテーション実践マニュアル　全日本病院出版会 2003年